# NGC 268
NGC 268 (ook wel PGC 2927, MCG -1-3-17 of IRAS00476-0527) is een balkspiraalstelsel in het sterrenbeeld Walvis. NGC 268 staat op ongeveer 226 miljoen lichtjaar van de Aarde.
NGC 268 werd op 22 november 1785 ontdekt door de Duits-Britse astronoom William Herschel.